# Базилевич Петро Петрович

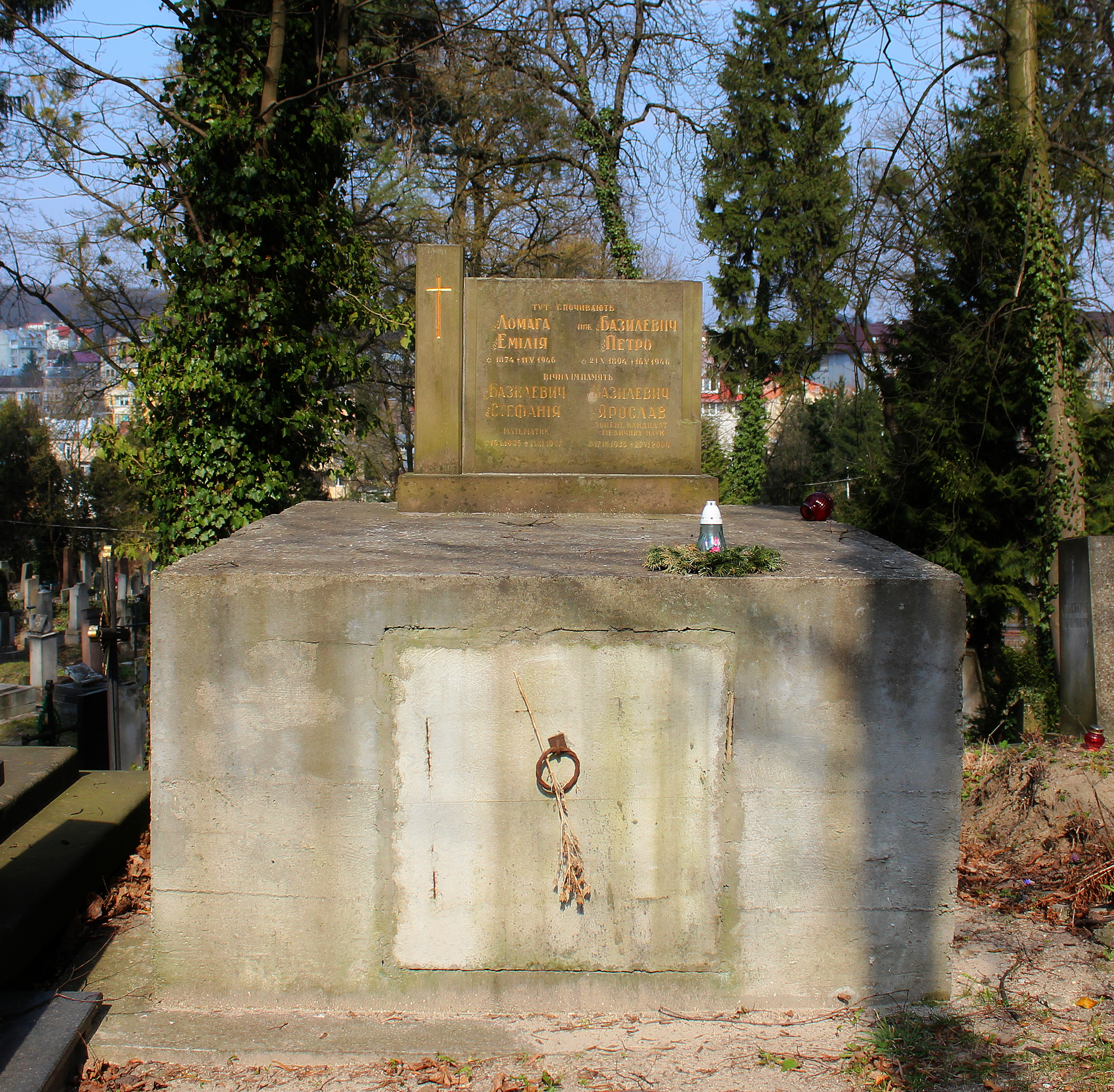

Петро́ Петро́вич Базиле́вич (* 21 жовтня 1894, Сокаль — † 1946, Львів) — український військовий та громадський діяч, старшина Української Галицької армії, скарбник уряду УНР, був наближенним до Голови Директорії УНР Симона Петлюри.
Відповідно до українського законодавства може бути зарахований до борців за незалежність України у XX столітті.

## Життєпис
Народився в сім'ї греко-католиків Петра і Марії Базилевичів. Закінчив Польську державну класичну гімназію (Сокаль, 1914).
20 червня 1923 року в «Описі життя» подавав таку інформацію про себе:
| “Восени 1906 року вступив до державної класичної гімназії з викладовою мовою польською; в тій гімназії була українська мова як звичайний предмет науки. Гімназію скінчив літом 1914 року з добрим успіхом. Іспит зрілости зложив того ж самого літа з добрим вислідом. Після цього працював цілий рік вдома — помагаючи обробляти землю. В серпні 1915 року мобілізовано мене до австрійської армії, в якій я прослужив — по скінченню старшинської школи — до серпня 1917 року. В тім часі я попав у російський полон. В лютому 1918 року я вступив добровільно в українську армію — тоді корпус генерала Присовського — пізніше Запорозький корпус, у якому прослужив до листопада 1919 року. Тоді захворів я на тифус (зворотній, а потім плямистий) і хорий попав у руки денікінців, які відправили мене до шпиталю в Одесі. Там видужавши, був призначений як галичанин до Галицької армії, в рядах якої 28 квітня 1920 року попав у польський полон. В польському таборі полонених пересидів я до вересня того ж року; тоді ж утік до Німеччини, де, не маючи средств до життя, змушений заробляти чисто фізичним трудом...” |
Інтернований у таборі Тухля. У 1920 року утік з табору в Німеччину, де працював на сільсько-господарських роботах.
У 1921–1926 роках навчався в Пруському сільськогосподарському інституті в Берліні. Учасник 2-го звичайного з'їзду ЦЕСУС в Подєбрадах (3-9 липня 1924).
Здобув диплом інженера-агронома Української Господарської академії 26 травня 1928 року. Відразу після отримання диплому виїхав до Львова.
Працював у «Маслосоюзі» та в Ревізійному союзі українських кооперативів.
Загинув внаслідок наїзду на нього військового автомобіля.
Похований у родинному гробівці на 63 полі Личаківського цвинтаря.